# Lijst van Tweede Kamerleden voor de SDAP
Een overzicht van alle voormalige Tweede Kamerleden voor de Sociaal-Democratische Arbeiderspartij (SDAP).
| Tweede Kamerlid            | Begindatum        | Einddatum         |
| -------------------------- | ----------------- | ----------------- |
| J.W. Albarda               | 16 september 1913 | 9 augustus 1939   |
| G. van den Bergh           | 15 september 1925 | 8 mei 1933        |
| H. de Boer                 | 11 februari 1930  | 8 mei 1933        |
| J. Bommer                  | 4 september 1939  | 21 november 1945  |
| H.J. van den Born          | 25 september 1945 | 8 februari 1946   |
| H.J. van Braambeek         | 14 oktober 1921   | 8 februari 1946   |
| J. Brautigam               | 18 november 1919  | 16 september 1931 |
| J. Brautigam               | 9 mei 1933        | 20 september 1935 |
| H. Brugmans                | 25 april 1939     | 15 november 1945  |
| J.A.W. Burger              | 20 november 1945  | 8 februari 1946   |
| Ch.G. Cramer               | 15 september 1925 | 7 juni 1937       |
| L.A. Donker                | 2 oktober 1935    | 8 februari 1946   |
| W. Drees                   | 9 mei 1933        | 23 juni 1945      |
| W. Drop                    | 15 september 1925 | 9 maart 1939      |
| J.E.W. Duijs               | 21 september 1909 | 15 november 1935  |
| J.L. Faber                 | 3 november 1931   | 11 maart 1941     |
| J. van Gelderen            | 8 juni 1937       | 13 mei 1940       |
| A.H. Gerhard               | 16 september 1913 | 14 september 1931 |
| M. van der Goes van Naters | 8 juni 1937       | 8 februari 1946   |
| S. Groeneweg               | 17 september 1918 | 7 juni 1937       |
| A. van der Heide           | 15 september 1925 | 7 juni 1937       |
| A.W. Heijkoop              | 17 september 1918 | 11 november 1919  |
| W.P.G. Helsdingen          | 17 september 1901 | 18 september 1905 |
| W.P.G. Helsdingen          | 23 oktober 1907   | 19 augustus 1921  |
| L.M. Hermans               | 17 september 1918 | 19 september 1921 |
| P.F. Hiemstra              | 12 oktober 1921   | 7 juni 1937       |
| J. Hilgenga                | 8 juni 1937       | 5 november 1941   |
| H.J. Hofstra               | 20 november 1945  | 8 februari 1946   |
| G. van der Houven          | 10 december 1929  | 8 mei 1933        |
| F.W.N. Hugenholtz          | 17 september 1901 | 13 mei 1924       |
| A.W. IJzerman              | 25 juli 1922      | 8 februari 1946   |
| A. de Jong                 | 29 september 1931 | 8 mei 1933        |
| A. de Jong                 | 8 juni 1937       | 8 juli 1943       |
| W.C. de Jonge              | 17 september 1918 | 24 juli 1922      |
| A. Kievit                  | 8 juni 1937       | 8 februari 1946   |
| A.B. Kleerekoper           | 16 september 1913 | 17 september 1931 |
| H.H. van Kol               | 24 september 1897 | 20 september 1909 |
| H.H.Th. van Kuilenburg     | 20 november 1945  | 8 februari 1946   |
| E. Kupers                  | 17 september 1929 | 8 februari 1946   |
| J. ter Laan                | 16 september 1913 | 19 november 1929  |
| J. ter Laan                | 13 oktober 1931   | 14 september 1941 |
| K. ter Laan                | 17 september 1901 | 7 juni 1937       |
| J. van Leeuwen             | 16 september 1913 | 16 september 1918 |
| C.J. van Lienden           | 8 juni 1937       | 8 februari 1946   |
| G.W. Melchers              | 17 september 1901 | 18 september 1905 |
| M. Mendels                 | 16 september 1913 | 16 september 1918 |
| G.M. Nederhorst            | 10 januari 1946   | 8 februari 1946   |
| F.L. Ossendorp             | 17 september 1918 | 24 juli 1922      |
| J. Oudegeest               | 17 september 1918 | 24 juli 1922      |
| L.N. Palar                 | 20 november 1945  | 8 februari 1946   |
| H. Ploeg jr.               | 25 september 1945 | 8 februari 1946   |
| H. Polak                   | 16 september 1913 | 3 november 1913   |
| J. le Poole                | 20 november 1945  | 8 februari 1946   |
| E. Rugge                   | 17 september 1918 | 24 juli 1922      |
| G.W. Sannes                | 16 september 1913 | 31 december 1929  |
| J.H.A. Schaper             | 25 april 1899     | 30 augustus 1934  |
| H. van Sleen               | 8 juni 1937       | 8 februari 1946   |
| W. van der Sluis           | 15 september 1925 | 8 februari 1946   |
| H. Spiekman                | 16 september 1913 | 17 november 1917  |
| B.J. van Stapele           | 20 november 1919  | 24 juli 1922      |
| R. Stenhuis                | 15 september 1925 | 16 september 1929 |
| J.E. Stokvis               | 8 juni 1937       | 8 februari 1946   |
| J.G. Suurhoff              | 21 september 1939 | 8 februari 1946   |
| P.L. Tak                   | 19 september 1905 | 23 augustus 1907  |
| J. van den Tempel          | 10 november 1915  | 10 augustus 1939  |
| Th.J. Thijssen             | 9 mei 1933        | 22 december 1943  |
| P.J. Troelstra             | 24 september 1897 | 16 september 1901 |
| P.J. Troelstra             | 13 december 1902  | 14 september 1925 |
| E.A. Vermeer               | 10 januari 1946   | 8 februari 1946   |
| J.B. Vlam                  | 22 november 1945  | 8 februari 1946   |
| W.H. Vliegen               | 21 september 1909 | 30 september 1915 |
| W.H. Vliegen               | 25 juli 1922      | 7 juni 1937       |
| H. Vos                     | 8 juni 1937       | 23 juni 1945      |
| A.E.J. de Vries-Bruins     | 25 juli 1922      | 8 mei 1933        |
| A.E.J. de Vries-Bruins     | 20 september 1934 | 8 februari 1946   |
| Th. van der Waerden        | 17 september 1918 | 11 juni 1940      |
| B.J.J. Wijkamp             | 18 september 1924 | 14 september 1925 |
| B.J.J. Wijkamp             | 25 september 1945 | 8 februari 1946   |
| J.H.F. van Zadelhoff       | 17 september 1918 | 7 juni 1937       |
| A.B. de Zeeuw              | 15 januari 1918   | 11 november 1919  |